# Krzysztof Mikulski
Krzysztof Jan Mikulski (ur. 22 czerwca 1960 w Lidzbarku Warmińskim) – polski historyk, profesor nauk humanistycznych, profesor zwyczajny Uniwersytetu Mikołaja Kopernika w Toruniu i w Instytucie Historii im. Tadeusza Manteuffla Polskiej Akademii Nauk.

## Życiorys
Uczęszczał do Liceum Ogólnokształcącego im. Kazimierza Jagiellończyka w Lidzbarku Warmińskim. W roku szkolnym 1977/1978 dotarł do finału Ogólnopolskiej Olimpiady Historycznej. Po ukończeniu liceum w 1978 podjął studia z historii i archiwistyki na Uniwersytecie Mikołaja Kopernika w Toruniu. Studia ukończył w 1982, pisząc pracę magisterską pod kierunkiem Jacka Staszewskiego.
W latach 1982–1984 pracował jako redaktor gazety zakładowej w Zakładach Włókien Chemicznych Elana. W 1984 został zatrudniony jako asystent w Zakładzie Historii Powszechnej i Polski XVI–XVIII w. Uniwersytetu Mikołaja Kopernika.
Stopień doktora nauk humanistycznych w zakresie historii uzyskał na Wydziale Humanistycznym UMK w 1992. Tematem jego pracy doktorskiej było Osadnictwo wiejskie województwa pomorskiego od połowy XVI do końca XVII wieku, a promotorem Stefan Cackowski. Stopień doktora habilitowanego nauk humanistycznych w zakresie historii uzyskał na tym samym wydziale w 2000 na podstawie dorobku naukowego i rozprawy Przestrzeń i społeczeństwo Torunia od końca XIV do początku XVIII wieku. 18 kwietnia 2005 otrzymał tytuł profesora nauk humanistycznych.
W latach 1998–2000 pełnił funkcję zastępca dyrektora Instytutu Historii i Archiwistyki UMK, od 2003 do 2006 kierował tym instytutem. W latach 2003–2013 był prezesem Polskiego Towarzystwa Historycznego, następnie wiceprezesem i ponownie od 2015 roku prezesem.
30 kwietnia 2009 został powołany przez Ministra Kultury i Dziedzictwa Narodowego na członka pierwszej kadencji (2009−2013) Rady Muzeum II Wojny Światowej w Gdańsku.
W 2012 został przewodniczącym Komitetu Nauk Historycznych PAN. Został wybrany na członka Komitetu Nauk Historycznych PAN na kadencję 2020–2023.
W lutym 2017 został wybrany na przewodniczącego Sekcji I – Nauk Humanistycznych i Społecznych Centralnej Komisji do Spraw Stopni i Tytułów.

## Wybrane publikacje
- Urzędnicy dawnej Rzeczypospolitej XII–XVIII wieku. Spisy t. 6 (1990, współautor, ISBN 83-85213-02-3)
- Urzędnicy inflanccy XVI–XVIII wieku. Spisy (1994, współautor, ISBN 83-85213-11-2)
- Przestrzeń i społeczeństwo Torunia od końca XIV do początku XVIII wieku (1999, rozprawa habilitacyjna, ISBN 83-231-1103-0)
- Między Zachodem a Wschodem: studia z dziejów Rzeczypospolitej w epoce nowożytnej (2002, red. wspólnie z Jackiem Staszewskim i Jarosławem Dumanowskim, ISBN 83-7174-910-4)
- Pułapka niemożności: społeczeństwo nowożytnego miasta wobec procesów modernizacyjnych (na przykładzie Torunia w XVII i XVIII wieku) (2004, ISBN 83-7322-921-3)
- Kwidzyn: dzieje miasta (2004, redakcja wspólnie z Justyną Liguz, ISBN 83-921104-0-4)
- Etniczne, kulturowe i religijne pogranicza Rzeczypospolitej w XVI–XVIII wieku (2005, redakcja, wspólnie z Agnieszką Zielińską-Nowicką, ISBN 83-89886-23-5)
- Historia Wąbrzeźna (2005, red. ISBN 83-87605-85-9)
- Histeryki (2007, ISBN 978-83-7441-591-0)
- Historia Golubia-Dobrzynia. T. 1, Środowisko geograficzne, pradzieje i historia Golubia do 1939 roku (2008, redakcja, ISBN 978-83-7611-076-9)
- Historia Golubia-Dobrzynia. T. 2, Dzieje Dobrzynia do 1939 roku, Golub-Dobrzyń w latach 1939–1945 (2008, red. ISBN 978-83-7611-077-6)
- Historia Golubia-Dobrzynia. T. 4, Dzieje Golubia-Dobrzynia 1961-2007 (2008, red. ISBN 978-83-7611-079-0)
- Histeryki poprawione i rozdęte (2009, ISBN 978-83-7611-215-2)
- Henryk Stroband (1548−1609) – burmistrz toruński: w czterechsetną rocznicę śmierci (2010, redakcja, ISBN 978-83-7611-825-3)
- Rypin – dzieje miasta. T. 1, Do 1918 roku (2010, red. ISBN 978-83-930210-1-7)
- Historia powszechna: wiek XVI-XVIII (2012, współautor Jacek Wijaczka)
- Mikołaj Kopernik – środowisko społeczne, pochodzenie i młodość (2015, ISBN 978-83-231-3341-4)

## Odznaczenia
- Krzyż Kawalerski Orderu Odrodzenia Polski – 2024[6]
- Srebrny Krzyż Zasługi – 2016[7]